# Glijbaan Brigade
Glijbaan Brigade is een waterglijbaan met rubberbootjes in het Nederlandse attractiepark Familiepark Drievliet. De attractie is gebouwd door Van Egdom en combineert drie modellen: de linkse twee glijbanen zijn van het type Hara Kiri Raft Slide, de derde is van het type Aqua Shuttle en de vierde van het type Aqua Snake.

## Vier glijbanen
De attractie bezit, zoals de standaardvorm van de Hara Kiri Raft Slide, vier glijbanen, maar het zijn niet de standaardglijbanen. De eerste twee gelijken erop, maar hebben één grote glooiing in plaats van twee. De derde is daar een variant op en heeft geen glooiing in het midden. De vierde glijbaan ten slotte is een ronde gesloten glijbaan en maakt een bocht van 360 graden. Deze twee laatste worden ook apart verkocht door de fabrikant, respectievelijk onder de namen Aqua Shuttle en Aqua Snake. De naam "Glijbaan Brigade" is dus afkomstig van het feit dat er drie soorten in één attractie worden gecombineerd.
Bovendien is het eerste deel van uitloopstrook na de glijbanen tussen metalen rails. Normaal komt de glijbaan verder, maar hier is dat niet het geval omdat dat de plek is waar je gewoonlijk het meest nat wordt.

## Werking
De attractie beschikt over een (overdekte) rolband in het midden, zo hoeven de bezoekers de bootjes niet zelf naar boven te dragen op de trap. Eens boven aangekomen nemen de bezoekers een bootje, plaatsen deze op een startplatform en gaan zitten. Als het stoplicht op groen staat, wordt de bezoeker met een druk op de knop gekanteld, zodat het bootje naar beneden glijdt.
Afbeeldingen · Lijst van attracties